# Элсуэрт (тауншип, Миннесота)
Элсуэрт (англ. Ellsworth) — тауншип в округе Микер, Миннесота, США. На 2000 год его население составило 854 человека.

## География
По данным Бюро переписи населения США площадь тауншипа составляет 94,0 км², из которых 76,3 км² занимает суша, а 17,8 км² — вода (18,89 %).

## Демография
По данным переписи населения 2000 года здесь находились 854 человека, 328 домохозяйств и 267 семей.  Плотность населения —  11,2 чел./км².  На территории тауншипа расположено 460 построек со средней плотностью 6,0 построек на один квадратный километр. Расовый состав населения: 99,30 % белых, 0,12 % афроамериканцев и 0,59 % коренных американцев. Испанцы или латиноамериканцы любой расы составляли 0,23 % от популяции тауншипа.
Из 328 домохозяйств в 32,6 % воспитывались дети до 18 лет, в 75,0 % проживали супружеские пары, в 3,0 % проживали незамужние женщины и в 18,3 % домохозяйств проживали несемейные люди. 15,2 % домохозяйств состояли из одного человека, при том 6,1 % из — одиноких пожилых людей старше 65 лет. Средний размер домохозяйства — 2,60, а семьи — 2,87 человека.
23,4 % населения — младше 18 лет, 7,0 % — в возрасте от 18 до 24 лет, 25,9 % — от 25 до 44, 31,1 % — от 45 до 64, и 12,5 % — старше 65 лет. Средний возраст — 42 года. На каждые 100 женщин приходилось 109,8 мужчин.  На каждые 100 женщин старше 18 приходилось 106,3 мужчин.
Средний годовой доход домохозяйства составлял 51 406 долларов, а средний годовой доход семьи —  54 750 долларов. Средний доход мужчин —  40 924  доллара, в то время как у женщин — 25 000. Доход на душу населения составил 22 039 долларов. За чертой бедности находились 2,8 % семей и 3,8 % всего населения тауншипа, из которых 4,3 % младше 18 и 11,5 % старше 65 лет.